# Comunidade quilombola Castanhão
O Castanhão é uma comunidade remanescente de quilombo, ou 'quilombo contemporâneo', população tradicional brasileira situada a 19 km da sede da cidade de Ibipitanga (sentido Ibiajara), na Bahia. A comunidade foi certificada pela Fundação Cultural Palmares (FCP), na data de 28 de novembro de 2018, sob a Portaria n° 322/2018, de 43202.

## História
Os relatos acerca de sua formação como comunidade negra rural remetem à trajetória de um ancestral comum: Maurício Pereira da Silva viveu 96 anos (1866- 1962), vindo no ano de 1918 com sua família, da região Rio de Contas de Piatã, na Bahia, situada na Chapada Diamantina. O nome do assentamento foi dado devido a um cavalo castanho de pastava na região.

## Infraestrutura
A comunidade está inserida na rede de energia elétrica do município, que foi instalada através do Programa Luz para Todos do Governo Federal. Não está incluída na rede de esgoto e de abastecimento de água; os moradores utilizam cisternas e carros pipas para água, e descartam o esgoto em fossas sépticas. Possui coleta de lixo diária, e alguns moradores fazem a queima do lixo. Há pavimentação com asfalto na avenida principal, e pavimentação de terra nas ruas secundárias. A Escola Municipal chamada Escola Municipal Padre Aldo Coppola e uma unidade básica de saúde, estão inseridos na comunidade.

## Atualidade
Em 2020, segundo dados levados pela Prefeitura de Ibipitanga, havia uma estimativa de 37 famílias com 129 habitantes. Desde 28 de novembro de 2018, a Comunidade é reconhecida e certificada pela Fundação Cultural Palmares.